# Crowdfunding
Crowdfunding [ˈkɹaʊdˌfʌndiŋ] (von englisch crowd ‚(Menschen-)Menge‘ und funding ‚Finanzierung‘), auf Deutsch auch Schwarmfinanzierung, Gruppenfinanzierung oder historisch Subskription, ist eine Art der Finanzierung aus vielen Quellen. Mit dieser Methode lässt sich Eigenkapital oder dem Eigenkapital ähnliche Mittel für Projekte, Produkte, die Umsetzung von Geschäftsideen und vieles andere beschaffen, in Deutschland zumeist in Form partiarischer Darlehen oder stiller Beteiligungen.
Die Kapitalgeber sind häufig eine Vielzahl privater Personen – heute in der Regel Internetnutzer, da zum Crowdfunding inzwischen meist im World Wide Web aufgerufen wird.

## Geschichte

### Begriff
Der Begriff des Crowdsourcing wurde erst um 2006 von Jeff Howe in einem Wired-Artikel geprägt, der später auch Ansätze für eine Definition des Begriffs Crowdfunding erarbeitete, angelehnt an die Strategie des Crowdsourcing, dem Aufteilen von Aufgaben an viele Individuen.
Das Wort setzt sich aus den englischen Wörtern crowd ‚Menge, Menschenmasse‘ und funding ‚Finanzierung‘ zusammen. Als Verdeutschung wird gelegentlich Schwarmfinanzierung verwendet. Der Sprachwissenschaftler Anatol Stefanowitsch stellte 2013 in einem Beitrag im Sprachlog fest, dass dieser Begriff seinen Ursprung in einem am 23. März 2011 erfolgten Eintrag im Artikel Crowdfunding der deutschsprachigen Wikipedia habe.
Man kann vier Varianten des Crowdfunding unterscheiden:
- Spenden-basiertes Crowdfunding bzw. Spenden-Crowdfunding (Crowd Donation oder Donation-Based Crowdfunding):

Spende, ohne materielle oder finanzielle Gegenleistung
- Klassisches Crowdfunding bzw. belohnendes Crowdfunding (Reward-Based Crowdfunding oder Crowd Supporting, aufgeteilt in Crowdfunding und Vorverkauf):

Unterstützer erhalten ein nicht-finanzielles Dankeschön (z. B. Kopie des Projektergebnisses, Möglichkeit einer Vorbestellung oder einer Namensnennung im Abspann)
- Verleihendes Crowdfunding (Lending-Based Crowdfunding oder Crowd Lending):

Crowd verleiht Geld an Projektinitiatoren, welches später zurückgezahlt wird
- Investierendes Crowdfunding (Equity-Based Crowdfunding oder Crowd Investing genannt):

Unterstützer erhalten Anteile am Projekt
Crowdfunding gilt bisher eher als Variante für die Finanzierung von Nischen-Projekten; Crowdinvesting benennt eine Art der Mittelaufnahme für Unternehmen oder Immobilien. Hierbei können Beteiligungen an Unternehmen erworben werden. Diese Beteiligungen verbriefen einen Anspruch auf einen Anteil am Unternehmensgewinn sowie häufig auch am Verkaufserlös und können verkauft werden. Beim Crowdinvesting soll, ähnlich wie beim Crowdfunding, das Risiko auf zahlreiche Investoren zu kleinen Beträgen verteilt werden; bei einer Finanzierung durch Business Angels oder Venture Capital wird das Kapital in der Regel dagegen von wenigen aufgebracht.

### Englischsprachiger Raum
Historisches Crowdfunding findet man bereits im 19. Jahrhundert. So wurde z. B. der Sockel für die Errichtung der Freiheitsstatue durch 160.000 Einzelspenden ermöglicht.
Als Pioniere des Prinzips kann die britische Progressive-Rock-Band Marillion angesehen werden. Alle Alben der Band seit 2001 werden von deren Fans in dieser Weise vorfinanziert. Im Oktober 2003 startete der Musiker und Produzent Brian Camelio die Internet-Plattform ArtistShare als Reaktion auf die Entwicklungen des Raubkopierens und die Bestrebungen der Musikindustrie für ein digitales Rechtemanagement. Die Website ermöglichte es Musikern, das Geld für die Produktion eines Albums zu erhalten, bevor es veröffentlicht wurde. Als SellaBand im August 2006 in Europa startete, galt es, je 50.000 US-Dollar für Musiker und Bands mit der Hilfe sogenannter Believer zu erreichen, um ein Album zu produzieren. Bereits am 2. November 2006 hatte die Band Nemesea 528 Unterstützer zusammen und konnte so ihr Album In Control aufnehmen. In den vergangenen vier Jahren haben es weitere 50 Bands (Stand: September 2010) ins Tonstudio bei Sellaband geschafft.
2008 wurde Indiegogo gegründet. 2009 wurde in den USA die Crowdfunding-Plattform Kickstarter gegründet. Eine Gewinnbeteiligung gibt es bei Kickstarter nicht. Die Initiatoren versuchen meist, mit einem Video von sich oder dem Projekt zu überzeugen. Nach dem gleichen Vorbild sind u. a. mit RocketHub weitere Crowdfunding-Plattformen online gegangen.
Anfang 2010 nutzte mit Public Enemy eine bereits etablierte Band solch eine Crowdfunding-Plattform, um ihr nächstes Album gemeinsam mit Fans und Unterstützern finanzieren zu lassen. Die Band selbst beschreibt auf ihrer Website: “In our six months on SellaBand, we are proud to have broken ground into a new paradigm of music financing and to have learned so much about the fan funding model with our fans.” Im Oktober 2010 stand das Vorhaben bei 91 % von 75.000 US-Dollar. Das eigentliche Ziel in Höhe von 250.000 US-Dollar wurde nach unten korrigiert, als die Plattform im Februar 2010 Insolvenz anmeldete. Seit der Insolvenz wird das einstige niederländische Unternehmen als GmbH mit dem Hauptsitz in München weitergeführt.
Im Juni 2010 erhielt das Software-Projekt Diaspora Medienaufmerksamkeit: Für die Entwicklung einer Internetplattform haben vier Studenten 10.000 US-Dollar benötigt. Mit der Plattform wurde Facebook der Kampf angesagt und angekündigt, ein Pendant zu entwickeln, welches bessere Vorkehrungen im Bereich Datenschutz treffen würde und die Daten seiner Nutzer dezentral immer auf dem eigenen Rechner des Anwenders speichere. Dies fand enormen Zuspruch in der Bevölkerung, die das Projekt gemeinsam mit 200.641 US-Dollar überfinanziert hat. Unter den 6.479 Spendern befand sich auch Facebook-Gründer Mark Zuckerberg. Im Interview mit dem Magazin Wired sagte Zuckerberg: “I donated. I think it is a cool idea.” (deutsch: „Ich habe gespendet. Ich halte es für eine coole Idee.“)
Mayday US ist ein Super-PAC in den USA, welcher sich zum Ziel gesetzt hat, alle Super-PACs abzuschaffen. Das Ziel ist es, Abgeordnete in den Kongress zu wählen, welche sich gegen den korrumpierenden Einfluss von Geld in der Politik stellen und Super-PACs abschaffen möchten. Das Projekt ist mit mehr als 7,9 Millionen Dollar ausgestattet und wurde von mehr als 55.300 Spendern durch Crowdfunding finanziert (Stand August 2014). Der Initiator des PACs ist der Harvard Professor Lawrence Lessig.
Mit der Unterzeichnung des JOBS Act (Jumpstart Our Business Startups Act) in den USA durch Präsident Barack Obama wurde eine gesetzliche Grundlage geschaffen.

### Deutschland
Zu der 2004 gestarteten Finanzierung des Roadmovies Hatschi Madame – Sorry Monsieur konnte durch den Erwerb einer Eintrittskarte ein Platz im Abspann erworben werden. Einige mediale Aufmerksamkeit wurde Crowdfunding zuteil, als der Film Hotel Desire durch Spenden von 175.000 Euro finanziert wurde. Das bis dato größte Crowdfunding-Projekt im Filmbereich in Deutschland startete die Kölner Firma Brainpool im Dezember 2011. Für den geplanten Kinofilm zur TV-Serie Stromberg wollte das Unternehmen bis März 2012 eine Million Euro einsammeln. Nach zwei Tagen lagen die Einnahmen bereits bei über 150.000 Euro; innerhalb einer Woche wurde die Plansumme erreicht.
Neben nationalen Plattformen gibt es auch regionale Crowdfunding-Initiativen. Diese fokussieren sich vor allem auf Projekte für Start-ups aus der jeweiligen Region.
Die Novelle des Kleinanlegerschutzgesetzes vom 9. Juli 2015 (BGBl. 2015 I S. 1114) hat auch das Crowdinvesting in Deutschland neu geregelt.
Das Frysland Projekt ermöglichte den Einwohnern der Provinz Friesland, sich vom 19. Februar bis 29. März 2024 über die deutsche Crowdfunding-Plattform Invesdor finanziell am Windpark Fryslân zu beteiligen. Innerhalb von 24 Stunden wurden 6.049.000 Euro eingesammelt, und am Ende der Investitionsphase waren es über 27 Millionen Euro, wobei das Projekt auf 10 Millionen Euro gedeckelt wurde. Es ist das bisher größte Crowdfundingprojekt im Bereich Nachhaltigkeit in Europa.
Windpark Fryslân produziert über 75 % des grünen Stroms in Friesland und trägt zu 75 % des erneuerbaren Energieziels der Provinz bei.

### Schweiz
In der Schweiz gibt es rund 40 nationale Crowdfunding-Plattformen, die Crowddonation, Crowdsupporting, Crowdlending und Crowdinvesting abdecken.
Als erste Plattform startete „Cashare“ im Jahre 2008 mit Fokus auf Crowdlending. Die größte Plattform (Stand: 2016) ist „wemakeit“, die jegliche Art von Projekten anbietet. Daneben haben sich weitere Plattformen in Angebotsnischen positioniert, wie beispielsweise „I believe in you“ für Sportprojekte, „letshelp“ für Hilfsprojekte im In- und Ausland, „swisspeers“ für die KMU Finanzierung und „lokalhelden.ch“ für Vereine, Organisationen und Privatpersonen mit gemeinnützigen Projekten. Letztgenanntes Portal wird kostenfrei zur Verfügung gestellt. In der Schweiz wurden im Jahr 2017 via Crowdfunding 374,5 Mio. CHF vermittelt, der größte Teil fällt dabei in die Kategorie Crowdlending (186,7 Mio. CHF).

### Europäische Union
Die Verordnung (EU) 2020/1503 über Europäische Schwarmfinanzierungsdienstleister für Unternehmen definiert erstmals EU-weit einheitliche Regeln für die Bereitstellung von investitions- und kreditbasierten Crowdfunding-Dienstleistungen im Zusammenhang mit der Unternehmensfinanzierung. Dies soll es Plattformen ermöglichen, ihre Dienste EU-weit mit einer einzigen Genehmigung anzubieten.

## Grundlagen
Ein häufiges Merkmal von Crowdfunding ist, dass die Gelder zweckgebunden an eine bestimmte Aktion sind. Eine Aktion ist durch eine Mindestkapitalmenge gekennzeichnet, die durch die Masse fremdfinanziert sein muss, bevor die Aktion startet. Im Verhältnis zur Mindestkapitalmenge leistet jedes Mitglied der Masse (Crowdfunder) nur einen geringen finanziellen Anteil.
Der Crowdfunder kann eine Gegenleistung erhalten, die verschiedene Formen annehmen kann (z. B. Rechte, Geld, Sachleistungen). Darüber hinaus kann die Gegenleistung einen ideellen oder altruistischen Wert besitzen z. B. die Unterstützung von humanitären Projekten, die keine ökonomische Gegenleistung versprechen.
Die Kommunikation zwischen Geldgeber und -nehmer wird über eine Plattform im Internet realisiert. In der Regel veröffentlicht der Geldnehmer über diese Plattform eine weitgehend offene Ausschreibung, die sich an alle geschäftsfähigen Internetnutzer richtet; ohne Ein- oder Ausgrenzung möglicher Geldgeber. Einen wesentlichen Anteil am Erfolg von internetbasierten Crowdfunding-Kampagnen haben soziale Medien, über die ein großer Teil der Geldgeber erreicht wird.

## Plattformen
|                                | aktiv seit | Vermittelte Projekte |
| ------------------------------ | ---------- | -------------------- |
| Rockets                        | 2013       | 267                  |
| Invesdor                       | 2015       | 240                  |
| Exporo                         | 2014       | 237                  |
| dagobertinvest                 | 2016       | 191                  |
| portagon                       | 2015       | 187                  |
| Rendity                        | 2015       | 166                  |
| OneCrowd                       | 2019       | 129                  |
| Startbase                      | 2019       | 106                  |
| Bergfürst                      | 2011       | 103                  |
| Zinsland                       | 2014       | 85                   |
| eueco                          | 2012       | 82                   |
| Engel & Völkers Digital Invest | 2017       | 73                   |
| bettervest                     | 2012       | 71                   |
| Companisto                     | 2012       | 66                   |
| FunderNation                   | 2014       | 62                   |
| zinsbaustein                   | 2016       | 59                   |
| ecoligo                        | 2016       | 45                   |

## Risiken
Bisher gibt es für Crowdfunding in Deutschland keine umfassende gesetzliche Grundlage. Daher wird diese Art der Finanzierung als Grauer Markt bezeichnet – im Gegensatz beispielsweise zum Aktienmarkt, wofür in Deutschland neben dem Aktiengesetz weitere Gesetze und Verordnungen erlassen wurden. Ungeklärt ist auch der Fall der Rückzahlung, wie sich am Beispiel der Frankfurter Coa Holding GmbH zeigte.
Vermögensanlagen dürfen in Deutschland grundsätzlich nicht ohne ein Vermögensanlagen-Informationsblatt (VIB) öffentlich angeboten werden. Die Bundesanstalt für Finanzdienstleistungsaufsicht führt gemäß §§ 2a, b VermAnlG eine Datenbank der hinterlegten Vermögensanlagen-Verkaufsprospekte und hinterlegten Vermögensanlagen-Informationsblätter. Im Zeitraum 2015 bis 2022 wurden für 2.760 Vermögensanlagen bei der Bundesanstalt für Finanzdienstleistungsaufsicht Dokumente zum Vertrieb über Crowdfunding eingereicht. 313 Unternehmen wurden insolvent, manche schon kurz nach dem Angebot.